# ロスト バタフライ
「ロスト バタフライ」は、ルルティアの2枚目のシングル。

## 概要
2001年12月6日に発売された。全作詞作曲はルルティア。編曲はルルティア・佐藤鷹。
デビューシングル「愛し子よ」発売後、ちょうど2か月の期間を置いて発表された。ルルティアにとって初めてオリコンチャートにランクインした作品であり、累計売上枚数も1万枚を超え、シングルとしては最も売上の大きい作品である。

## 収録曲
1. ロスト バタフライ
  - 劇団AND ENDLESS 10周年記念公演『美しの水』劇中歌

全国FM局で複数パワープレイを獲得し、FM局オンエアチャートにおいては2001年12月度のランキングにおいて、当時1位を記録していた宇多田ヒカルの「traveling」を抜いて1位を記録した。
歌詞の中に英語が使用されている数少ない楽曲である。楽曲自体はデビュー以前から制作されており、製品化はされていないがデビュー前に配布された「愛し子よ」のプロモーション用CDにはラフMIXとして収録されている。
2. 僕らの箱庭
アルバム『R°』にも収録されている。ラジオドラマ『恵みの島〜星のつぶやき』には楽曲のクレジットはないが、インストゥルメンタルとして一部が使用されている。
3. エレメンツ (Lode Star Melody)
アルバム『R°』収録の楽曲「エレメンツ」のスキャットバージョン。

## CD-EXTRA
- 「ロスト バタフライ」プロモーションビデオ

## サンプラーCD
本作発売の前後には無料配布サンプラーCDも制作され、タワーレコード限定で各店にて配布された。収録曲は「ロスト バタフライ」「僕らの箱庭」「愛し子よ」の3曲で、いずれも1コーラスのみの収録となっている。